# Lortet
Lortet (okzitanisch Lortèth) ist eine französische Gemeinde mit 210 Einwohnern (Stand 1. Januar 2022) im Département Hautes-Pyrénées in der Region Okzitanien (vor 2016: Midi-Pyrénées). Sie gehört zum Arrondissement Bagnères-de-Bigorre und zum Kanton Neste, Aure et Louron.
Die Einwohner werden Lortésiens und Lortésiennes genannt.

## Geographie
Lortet liegt zehn Kilometer südlich von Lannemezan und circa 19 Kilometer östlich von Bagnères-de-Bigorre am Fluss Neste sowie am parallel verlaufenden Bewässerungskanal Canal de la Neste.
Umgeben wird Lortet von den sechs Nachbargemeinden:
| Avezac-Prat-Lahitte | Izaux                                       | Saint-Arroman |
| Labastide           | Kompassrose, die auf Nachbargemeinden zeigt | Bazus-Neste   |
|                     | Hèches                                      |               |

## Einwohnerentwicklung

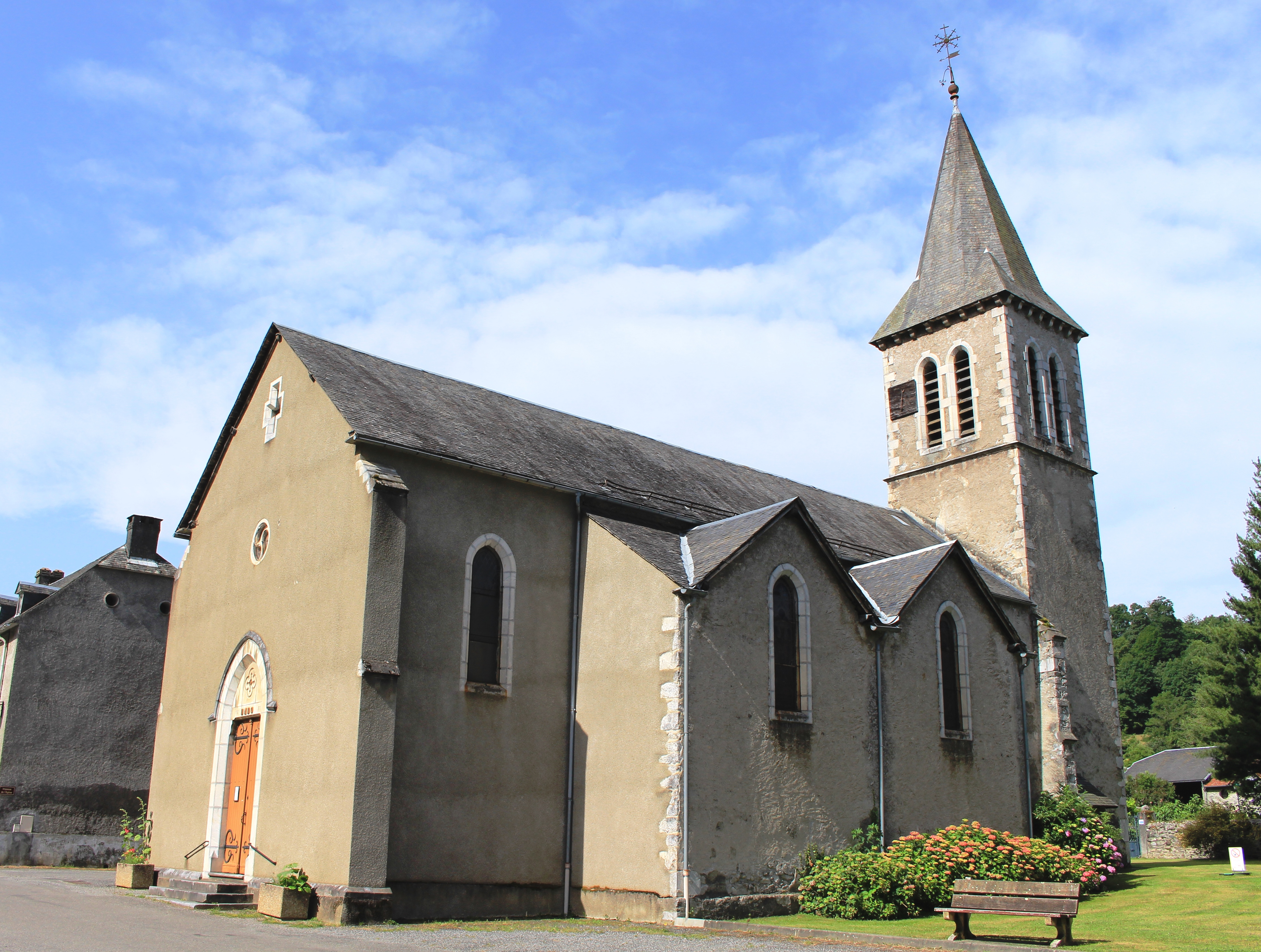
Pfarrkirche Saint-Blaise

Nach Beginn der Aufzeichnungen stieg die Einwohnerzahl in der ersten Hälfte des 19. Jahrhunderts auf einen Höchststand von rund 625. In der Folgezeit sank die Größe der Gemeinde bei kurzen Erholungsphasen bis zu den 1990er Jahren auf einen Tiefststand von 195 Einwohnern, bevor sich ein Niveau von rund 210 Einwohnern einstellte, das bis heute gehalten wird.
| Jahr      | 1962 | 1968 | 1975 | 1982 | 1990 | 1999 | 2006 | 2011 | 2022 |
| --------- | ---- | ---- | ---- | ---- | ---- | ---- | ---- | ---- | ---- |
| Einwohner | 258  | 290  | 253  | 219  | 195  | 200  | 199  | 220  | 210  |

## Sehenswürdigkeiten
- Grotten von Lortet
- Pfarrkirche Saint-Blaise

## Wirtschaft und Infrastruktur
Lortet liegt in den Zonen AOC der Schweinerasse Porc noir de Bigorre und des Schinkens Jambon noir de Bigorre.

Logo des Jakobswegs

### Sport und Freizeit
- Der Fernwanderweg GR 78, genannt La voie des Piémonts, führt von Carcassonne nach Saint-Jean-Pied-de-Port auch durch das Zentrum von Lortet. Er gilt als Jakobsweg neben den vier Hauptwegen in Frankreich.[6]

- Der Fernwanderweg GR 105 zum Port d’Ourdissétou beginnt im Zentrum von Lortet. Er ist ein alternativer Weg zu einem Parallelweg der Via Tolosana, einem der vier Jakobswege in Frankreich.[7]

### Verkehr
Lortet ist über die Routes départementales 26, 76, 78, 278, 929A und 929, die ehemalige Route nationale 129, erreichbar.
Die Gemeinde über eine Linie des Busnetzes Lignes intermodales d’Occitanie von Lannemezan nach Saint-Lary-Soulan mit anderen Gemeinden des Départements verbunden.

## Persönlichkeiten
Jean Castel, geboren am 4. Juni 1916 in Lortet, gestorben am 23. September 1999 in Paris, war Geschäftsmann und Besitzer mehrerer Nachtclubs.